# Axel Färnström
Nils Axel Emanuel Färnström, född 20 november 1925 i Mora församling, död 10 juli 2003 i Martin Luthers församling i Halmstad, var en svensk fotbollsspelare (vänsterytter).
Färnström representerade säsongen 1949/1950 Göteborgsklubben Gais, men spelade bara tre allsvenska matcher (ett mål) för klubben. Därefter gick han till division II-klubben Norrby IF från Borås, innan han sommaren 1953 återvände till Göteborg, den här gången för spel i IFK Göteborg. I IFK spelade han i fyra säsonger, och gjorde 55 allsvenska matcher (12 mål). Efter säsongen 1956/1957 gick han till den lilla Moraklubben Färnäs SK.